# Prensa taurina
La prensa taurina está formada por publicaciones que buscan proveer información sobre los toreros y las fiestas de toros. Se especializan en la publicación de crónicas taurinas, es decir, relatar lo acontecido en las distintas plaza de toros. Hacen, también, una crítica de la corrida de toro, indicando el desempeño tanto de los animales como de los toreros y matadores. 

## Historia
La más antigua referencia a la prensa taurina se encuentra en el Diario de Madrid. En su edición del 20 de junio de 1793 se incluyó una separata en el periódico donde se informaba de la cuarta corrida de Feria llevada a cabo el 17 de junio de 1793 en la plaza de toros de la Puerta de Alcalá, a beneficio de los Reales Hospitales. Se relata que en esa oportunidad se lidiaron 6 toros por la mañana y 12 por la tarde estoqueados por los hermanos Pedro, José y Antonio Romero. El relato estaba firmado bajo el seudónimo de "Un Curioso".
Otros periódicos de Madrid copiaron la idea. La primera publicación exclusiva sobre temas taurinos se publicó en 1819 y se denominaba "Estado que manifiesta las particularidades ocurridas en esta corrida". La revista se publicaba al día siguiente de la corrida de toros en Madrid. En total se publicaron catorce números.

## Publicaciones taurinas

### Siglo XIX
- La Lidia

### Siglo XX
- 6 Toros 6 (1991 - 2020)
- Aplausos (1976 - Actualidad)
- El Ruedo (1944-1977)
- El Toreo
- Palmas y pitos (1913-1915)
- Toros' 92